# Torre Martina
La Torre Martina és una obra de Torroella de Montgrí (Baix Empordà) declarada Bé Cultural d'Interès Nacional.

## Descripció
La torre Martina, que anteriorment era anomenada torre Mirona (prenia el nom dels propietaris, la família Mir), es troba adossada a una gran masia. Es tracta d'una torre cilíndrica, alta i estreta amb coberta a una sola vessant.
La masia que la qual pertany està formada per dos grans cossos junts amb coberta de teula a doble vessant i carener perpendicular a la façana. En una de les portes hi ha un escut barroc en relleu.